# Посольство України в Молдові
Посольство України в Республіці Молдова — дипломатична місія України в Молдові, знаходиться в Кишиневі.

## Завдання Посольства
Основне завдання Посольства України в Кишиневі представляти інтереси України, сприяти розвиткові політичних, економічних, культурних, наукових та інших зв'язків, а також захищати права та інтереси громадян і юридичних осіб України, які перебувають на території Молдови.
Посольство сприяє розвиткові міждержавних відносин між Україною і Молдови на всіх рівнях, з метою забезпечення гармонійного розвитку взаємних відносин, а також співробітництва з питань, що становлять взаємний інтерес. Посольство виконує також консульські функції.

## Історія дипломатичних відносин
Україна визнала незалежність Республіки Молдова 21 грудня 1991 року. Дипломатичні стосунки між Республікою Молдова та Україною були встановлені 10 березня 1992 року.

## Консульство України у м. Бельці

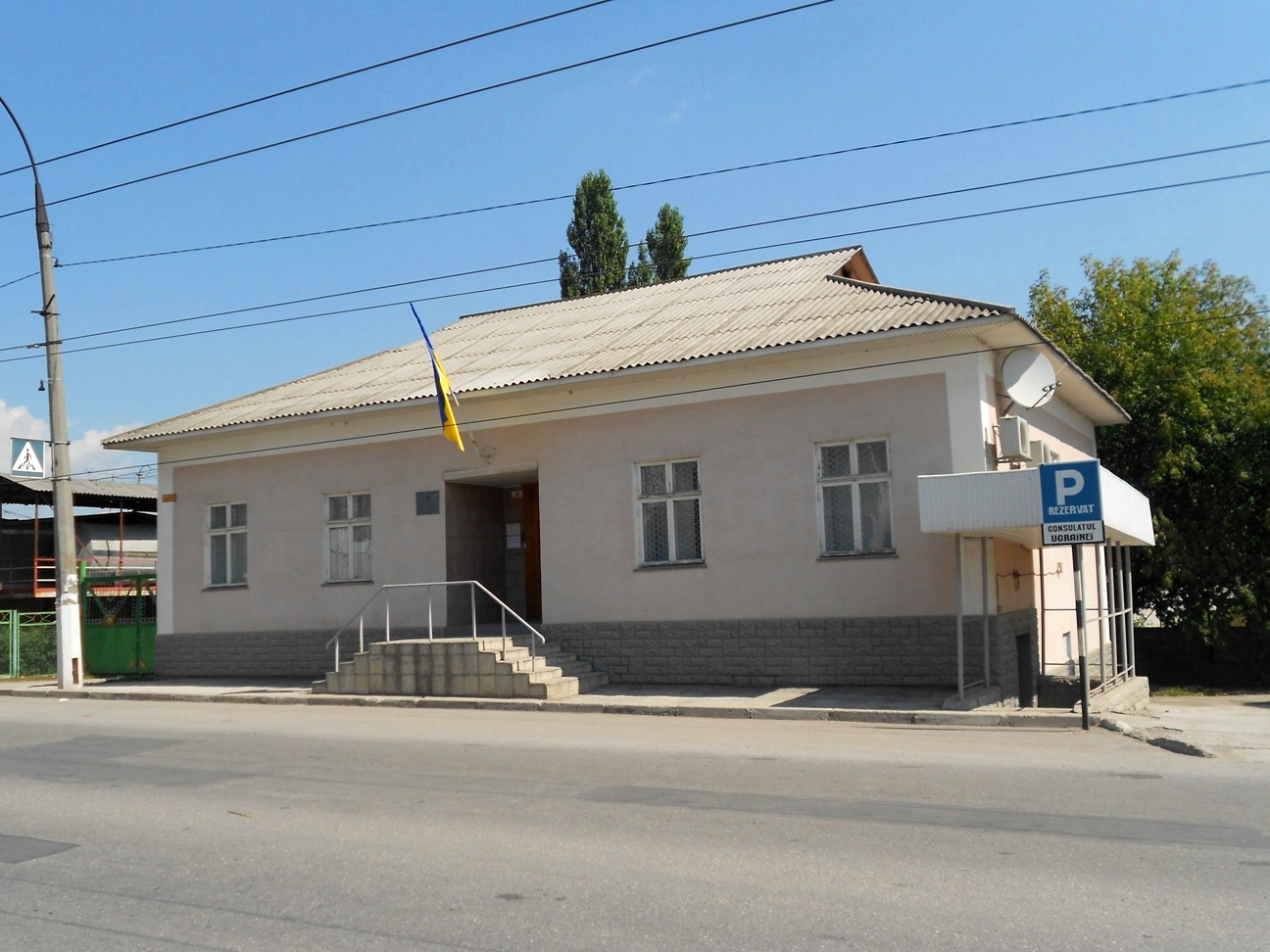
Будівля консульства України у м. Бельці

Консульський округ: Муніціпія Бельці; райони: Бричанський, Глодянський, Дондюшанський, Дрокійський, Єдинецький, Кам'янський, Окницький, Резінський, Рибницький, Ришканський, Синжерейський, Сорокський, Теленештський,Фалештський, Флорештський, Шолданештський.
- Адреса: 3121, Молдова, м. Бельці, вул. Київська,143.

## "Український дім" у м. Тирасполь
- Адреса: 3121, Молдова (Придністров'я), м. Тирасполь, пр. Енгельса, 15.

## Керівники дипломатичної місії
1. Мужиловський Силуян Андрійович (1649)
2. Филон Джалалій (1650)
3. Бойко Віталій Федорович (1993–1994), посол
4. Левицький Євген Вікторович (1994–1996) т.п.
5. Гнатишин Іван Миколайович (1996–2000)
6. Рендюк Теофіл Георгійович (2000) т.п.
7. Чалий Петро Федорович (2000–2007)
8. Пирожков Сергій Іванович (2007–2014)
9. Алтухов Геннадій Валентинович (2014–2015) т.п.
10. Гнатишин Іван Миколайович (2015–2019), вдруге
11. Шевченко Марко Олександрович (2019[2]-2024[3])
12. Сіренко Наталія Юріївна (2024—2025) т.п.
13. Роговей Паун Аурелович (2025[4]—)